# 贾尼科洛山

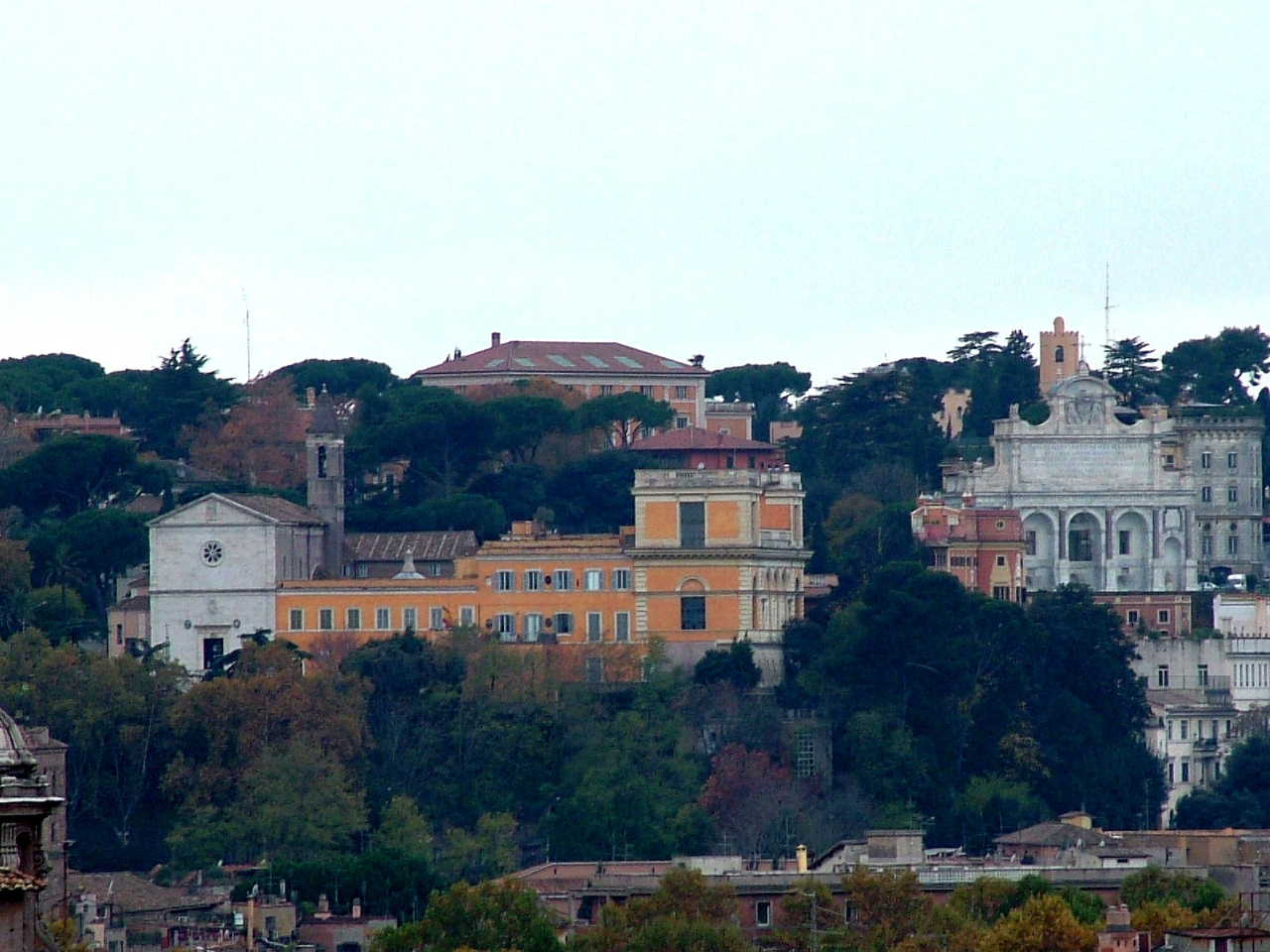
从东北方看贾尼科洛山。左下：蒙托里圣伯多禄堂。中下：西班牙学院。中右： Acqua Paola.顶部中间：羅馬美國學院的屋顶

贾尼科洛山（拉丁语：Janiculum；意大利语：Gianicolo）是意大利罗马西部的一个山丘。贾尼科洛山是现代罗马的第二高山丘（仅次于马里奥山），但并不是罗马七座山丘之一，因为它位于台伯河以西，在古代城市的城墙以外。 